# Кудзю
Кудзю или Кудзю-яма (яп. 九重山 кудзю:-сан) — вулканическая группа на японском острове Кюсю, в префектуре Оита.
Основными пиками являются Накадаке (яп. 中岳, 1791 м), Кудзю (яп. 久住山, 1787 м), Хоссё (яп. 星生山, 1762 м) и Мимата (яп. 三俣山, 1744 м). Рядом расположена вулканическая группа Тайсен с пиками  Тайсен (яп. 大船山, 1786 м) и Куродаке (яп. 黒岳, 1587м), а также группа Куроива, включающая пики Куроива (яп. 黒岩山, 1503 м), Рёси (яп. 猟師山, 1423 м) и Сенсуй (яп. 泉水山, 1296 м).